# Ignacio A. Pane
Ignacio Alberto Pane Soler (Asunción, 31 de julio de 1880-Asunción, 10 de marzo de 1920) fue un sociólogo, docente, periodista, editorialista y político paraguayo.

## Biografía
Nació el 31 de julio de 1880 en Asunción, hijo de un inmigrante italiano de Sorrento, Salvatore Pane y de una mujer, también inmigrante, Francisca Soler. Perteneció a la generación del 900.
Culminó su bachiller muy joven y obtuvo su título de doctor en Derecho y Ciencias Sociales por la Universidad Nacional de Asunción en 1903. Ya en una edad avanzada, militó en las filas del Partido Colorado, a partir de 1908, y por invitación del general Bernardino Caballero, no sin antes condicionar su ingreso a un "credo republicano". Se proclamó a sí mismo socialista para confirmar su postura antiliberal y anti-individualista. Sus conferencias en esa dirección doctrinaria sobre "política y obreros"; solidaridad social: "la mujer ante la causa obrera" y tantos otros. Fue secretario de la Legación en Santiago de Chile.
Apasionado por el periodismo siempre y para él fue algo más que una tribuna de pensamiento. Fue durante años redactor y editorialista de La Patria. Entre sus seudónimos figuran: Matías Centella, Pepe Claro y Dr. Ox.
Desde 1896 hasta la víspera de su muerte que se dio a edad temprana, colaboraba regularmente en La Semana, La Democracia y La Patria. Pane vivió los afanes de la noticia, y sus artículos adquirieron gran brillo sobre todo a partir del 900. Escribió en La Patria, valioso vocero republicano dirigido por Enrique Solano López, y luego en "La Tarde" de la misma tendencia. También colaboró en revistas de época como la del Instituto Paraguayo, Letras, y Crónica. Pane fue un hombre de polifacética personalidad.
Su pensamiento filosófico se entronca con el positivismo de Augusto Comte, Herbert Spencer, John Stuart Mill, entre otros. Sus obras figuran en colecciones internacionales de la época.
Rufino Blanco Fombona, ilustre historiador, poeta, crítico y novelista venezolano, dirigía en Madrid la Editorial América. Allí, en la Biblioteca de Ciencias Políticas y Sociales, que había publicado obras de Juan Bautista Alberdi, Carlos Pereyra, José Gil Fortoul y Francisco García Calderón, lanzó en 1917 Apuntes de Sociología, el cual él mismo escribió.
Pane fue calificado por René Worms como uno de los sociólogos más eminentes de la América Española.
Fue profesor de enseñanza media y universitaria. La obra de Pane es vasta y su pensamiento, como los de su generación, la del 900 dejó profunda huella.
Con Juan E. O'Leary y Enrique Solano López iniciaron la campaña de reivindicación del Mariscal López.
El 3 de septiembre de 1901 publicó en La Patria su artículo "El periodista" como profesión de fe. Falleció antes de cumplir los cuarenta años de edad, el 10 de marzo de 1920.